# Асклепий Сирийский
Аскле́пий (др.-греч. Ἀσκληπιὸς; IV век — V век) — христианский подвижник, сирийский пустынник, преподобный.
Сведения о жизни Асклепия сообщает Феодорит Кирский в 25 главе своей книги «История боголюбцев», они очень скудные. Асклепий, когда ещё жил со своими братьями в селении, то проводил жизнь подвижническую и исполненную воздержания. Позже он выбрал жизнь анахорета, он стал жить в келье на расстоянии десяти стадий от кельи Полихрония, он жил с ним одинаковым образом; у Асклепия была такая же пища, одежда, скромность нрава. Он проявлял подобные Полихронию страннолюбие и братолюбие, имел такую же, как у Полихрония, кротость, умеренность. Асклепий жил в величайшей бедности и непрестанно молился Богу. Феодорит считает, что Асклепий прославился как подвижник благочестия и в миру, и в монашестве, а поэтому удостоился двойного венца. Последователем и подражателем жития Асклепия стал Иаков, их память празднуется в один день в Церкви.